# Георгиевка (Венгеровский район)
Гео́ргиевка — деревня в Венгеровском районе Новосибирской области России. Входит в состав Сибирцевского 2-го сельсовета.

## География
Площадь деревни — 28 гектаров.

## Население
| 2002 | 2007 | 2010 |
| ---- | ---- | ---- |
| 207  | ↘186 | ↘116 |

## Инфраструктура
В деревне по данным на 2007 год функционирует 1 образовательное учреждение.